# Шомко Дмитро Андрійович
Дмитро Шомко (каз. Дмитрий Шомко, нар. 19 березня 1990, Екібастуз) — казахський футболіст, захисник клубу «Астана».
Виступав, зокрема, за клуби «Енергетик» (Павлодар) та «Іртиш», а також національну збірну Казахстану.
Чотириразовий чемпіон Казахстану. Триразовий володар Суперкубка Казахстану. Володар Кубка Казахстану.

## Клубна кар'єра
У дорослому футболі дебютував 2008 року виступами за команду клубу «Енергетик» (Павлодар), в якій того року взяв участь у 6 матчах чемпіонату. 
Своєю грою за цю команду привернув увагу представників тренерського штабу клубу «Іртиш», до складу якого приєднався 2009 року. Відіграв за команду з Павлодара наступний сезон своєї ігрової кар'єри. Більшість часу, проведеного у складі павлодарського «Іртиша», був основним гравцем захисту команди.
У 2011 році приєднався до клубу «Астана». 
З 2012 року знову, цього разу один сезон захищав кольори команди клубу «Іртиш».  Граючи у складі павлодарського «Іртиша» також здебільшого виходив на поле в основному складі команди.
До складу клубу «Астана» знову приєднався 2014 року. Станом на 10 травня 2018 року відіграв за команду з Астани 120 матчів в національному чемпіонаті.

## Виступи за збірні
Протягом 2009–2012 років залучався до складу молодіжної збірної Казахстану. На молодіжному рівні зіграв у 12 офіційних матчах, забив 1 гол.
У 2011 році дебютував в офіційних матчах у складі національної збірної Казахстану.

## Титули і досягнення
- Чемпіон Казахстану (6):

«Астана»: 2014, 2015, 2016, 2017, 2018, 2019
- Володар Суперкубка Казахстану (5):

«Астана»: 2011, 2015, 2018, 2019, 2020
- Володар Кубка Казахстану (1):

«Астана»: 2016